# رکس (جورجیا)
رکس (به انگلیسی: Rex) یک منطقهٔ مسکونی در ایالات متحده آمریکا است که در شهرستان کلیتون، جورجیا واقع شده‌است. رکس ۲۴۲٫۹۳ متر بالاتر از سطح دریا واقع شده‌است.